# 25-й танковый корпус (РККА)
25-й танковый корпус (25 тк) — войсковое соединение автобронетанковых войск РККА Вооружённых Сил Союза ССР. 
С 17 по 28 сентября 1939 года корпус входил в состав Действующей армии, участвуя в Польском походе Красной Армии.

## История краткая
5 апреля 1938 года Генеральный штаб Красной Армии издал директиву № М1/00666 о переформировании и переименовании 45-го механизированного корпуса в 25-й танковый корпус. Корпус дислоцировался в городе Бердичев Житомирской области Украинской ССР.
Состав корпуса:
- управление
- 135-я стрелково-пулемётная бригада переименована в 1-ю мотострелково-пулемётную бригаду (1 мспбр);
- 134-я механизированная бригада — в 5-ю легкотанковую бригаду (5 лтбр);
- 133-я механизированная бригада — в 4-ю легкотанковую бригаду (4 лтбр).[2]

Корпус имел на основном вооружении основные средние танки Т-28, быстроходные лёгкие танки БТ-2, БТ-5, БТ-7 линейные (не имеющие радиостанции), БТ-7 радийные (имеющие радиостанцию), лёгкие танки Т-26 радийные, Т-26 линейные, специальные ХТ-26 химические (огнемётные), малые плавающие танки Т-37А радийные, Т-37А линейные, танкетки Т-27, танкетки Т-27 химические; бронеавтомобили БА-27, ФАИ, БАИ и БА-3, Д-8 и Д-12.
В состав танкового корпуса включено 93-е отдельное авиазвено связи с дислокацией в городе Житомир (директива Начальника Генерального штаба № 4/5/35286 от 4.08.38 г.)
26 июля 1938 года танковое соединение вошло в состав Житомирской армейской группы Киевского Особого военного округа.
16 сентября управление Кавалерийской армейской группы (командующий войсками группы командарм 2 ранга И. В. Тюленев) КОВО было переименовано в управление Каменец-Подольской армейской группы Украинского фронта со включением в состав группы новых корпусов, бригад, полков и других специальных частей. 25-й танковый корпус вошёл в состав группы.
С 17 сентября 1939 года корпус участвовал в военном походе в восточную Польшу — Западную Украину с целью освобождения рабочих и крестьян от гнёта капиталистов и помещиков Войска корпуса в поход повёл командир корпуса полковник И. О. Яркин.. Планирование операций корпуса осуществляли начальник штаба корпуса: полковник Л. Б. Берлин и начальник оперативного отдела штаба корпуса полковник И. Ф. Дергачёв.
17 сентября 1939 года 25-й корпус в 19:30 после непродолжительного боя занял город Чортков, взяв пленных и несколько единиц техники.
18 сентября 1939 года 1 мспбр корпуса в 16:00 заняла местечка (м.) Монастыриска, взяв пленных. К вечеру 1 мспбр и 4 лтбр подошли к Подгайцам, а 5 лтбр у м. Домбров сломила сопротивление артполка, взяв пленных, и вышла на окраину города Галич.
19 сентября 25-й танковый корпус занял город Галич, захватив целыми мосты через Днестр, Завадку и Збору для дальнейшего наступления. 25-й танковый корпус и 5-й кавалерийский корпус в районе города Галич вели бои с остатками 26-й и 28-й польских дивизий, взяв много пленных.
20 сентября Каменец-Подольской армейская группа переименована в Южную армейскую группу. 25-й танковый корпус вошёл в состав группы. В этот день войска Южной армейской группы двигались на линию Николаев — Стрый. В 13:00 20 сентября 25-му танковому корпусу была поставлена задача к вечеру выйти в район Лисятыче, город Стрый, а передовым отрядом занять город Дрогобыч. Войска корпуса совершали марш, но оказалось, что город Стрый занят германскими войсками, поэтому корпус остановился, а затем расположился на отдых. В районе Стрыя около 17:00 был установлен контакт с германскими войсками. Начались переговоры. Вечером корпусу была поставлена новая задача — сосредоточиться у Журавно, где подготовить переправы через реку Днестр для поддержки 4-го кавалерийского корпуса в атаке на львовскую группировку польских войск. Войска корпуса вышли на марш. 25-й танковый корпус сосредоточился в районе Луковец, Любша, Мазурувка. Так как польский львовский гарнизон добровольно сложил оружие, помощь советским войскам не потребовалась.
С 21 сентября основные силы 13-го стрелкового корпуса были развернуты вдоль польско-румынской и польско-венгерской границ от реки Збруч до Бескид. Таким образом войска Южной армейской группы выполнили боевую задачу.
22 сентября командир 25-го танкового корпуса полковник И. О. Яркин получил приказ двигаться на Подгорцы и далее на Комарно. 22 сентября германское командование передало город Стрый командованию Красной армии.
В ночь с 22 на 23 сентября войска 25-го танкового корпуса вышли в указанный район Комарно, но встретились там с подразделениями 2-й германской горнопехотной дивизии и были остановлены. 23 сентября к городу Стрый подошла и 26-я легкотанковая бригада. В результате переговоров советские войска были остановлены на достигнутой линии.
24 сентября Южная армейская группа переименована в 12-й армию. 25-й танковый корпус вошёл в состав армии.
25 сентября 1939 года корпус выведен в резерв в район города Комарно.
28 сентября 12-я армия разделена на 12-ю армию и Кавалерийскую армейскую группу. Со 2 октября 25-й танковый корпус входил в состав Кавалерийской армейской группы.
На 25 октября 1939 года директивой командующего Украинским фронтом корпус дислоцирован в следующих городах:
- управление и 5 лтбр — Проскуров;
- 4 лтбр — Староконстантинов;
- 1 мспбр — Бердичев.

1 февраля 1940 года директивой штаба КОВО № 4/00239 управление 25-го танкового корпуса расформировано. 4-я и 5-я легкотанковые бригады стали самостоятельными.
7 февраля 1940 года директивой Народного комиссара обороны СССР № 0/2/103684 1-я мотострелково-пулемётная бригада расформирована. Личный состав, материальную часть и имущество бригады решено обратить на укомплектование автотранспортных бригад КОВО.

## В составе
- Киевский военный округ (5.04.1938 — 26.07.1938)
- Киевский Особый военный округ (26.07.1938 — 17.09.1939)
- Украинский фронт (17.09 — 2.10.1939)
- Киевский Особый военный округ (2.10.1939 — 1.02.1940)

## Командование
Командиры корпуса:
- … (5.04.1938 — …)
- Веденеев, Николай Денисович, комбриг (на 31.01.1938 Временно исполняющий должность), (1.07.38).[2]
- Яркин, Иван Осипович, полковник (04.39-11.39).[2]
- Соломатин, Михаил Дмитриевич, комбриг (на 1940 г.).[2]

Помощник корпуса по строевой части:
- Петров, Даниил Ефимович, комбриг (?-1939).[2]

Военный комиссар корпуса:
- Шишкин, бригадный комиссар (на 31.01.38 г.).[2]
- полковой комиссар, бригадный комиссар Зуев, Иван Васильевич (с 10.05.39 г.).[2]

Помощник по технической части
- Достойнов, Василий Дмитриевич, полковник (арестован 23.06.38).[2]

Начальники штаба корпуса: 
- Берлин, Леонид Борисович, полковник (врид 02.38-09.39).[2]

- Акилов, Александр Иванович, полковник (на 1940 г.).[2]

Начальник оперативного отдела
- Дергачёв, Иван Фёдорович полковник (04.38-10.39).[2]

Начальник разведывательного отдела
- Кузюбердин, Феодосий Терентьевич (1934?).[2]

Начальник отдела связи
- Овчаренко майор (репрессирован).[2]

Корпусной инженер
- Копырин военинженер 1 ранга (репрессирован).[2]

Начальник политотдела
- Каменев, Дмитрий Гаврилович, полковой комиссар (врид с 11.04.39 г., утверждён 10.05.39 г.).[2]

## Состав
На 1938-40 гг.:
- управление корпуса
- 4-я легкотанковая бригада
- 5-я легкотанковая бригада
- 1-я моторизованная стрелково-пулемётная бригада
- 403-й отдельный батальон связи
- 93-й отдельное авиазвено связи